# ThumbsPlus
ThumbsPlus (von Thumbnail) ist eine Software zur Bilderverwaltung unter dem Betriebssystem Microsoft Windows. Das Programm liest Bilder und ähnliche Daten aus ausgewählten Verzeichnissen oder ganzen Laufwerken und Datenträgern ein, erzeugt Miniaturen und speichert Bilddaten, die beispielsweise um Stichwörter ergänzt werden können, in Datenbanken (Access/MSSQL, SQLite, MySQL, Sybase, DB2, PostgreSQL oder Firebird) ab. Diverse Versionen erlauben Mehrfachuser-Netzwerkzugriff auf zentral geführte Datenbanken. Auch die wichtigsten Grundfunktionen zur Bildverarbeitung stehen zur Verfügung und können automatisiert angewandt werden.
Das Programm unterstützt neben den gängigen Bilddatenformaten (Pixelformat) wie TIFF, GIF, JPG, BMP und PNG auch Vektorgrafiken wie WPG und CDR, Videoformate wie MPG, MOV, MP4, WMV usw., weitere Metadateien sowie Fonts und viele seltenere Formate anderer Betriebssysteme sowie die meisten Rohdatenformate, diese allerdings nur in der Professional-Version. Letztere ermöglicht auch das Einbinden von Photoshop-Plug-ins.
DOC-, DOCX-, XLS-, XLSX-, WPD-, PDF-Dateien und viele mehr können ebenfalls in Form der ersten Seite der Datei in diesem Bild-, Grafik-, Video- und Dokument-Verwaltungsprogramm angezeigt werden.
ThumbsPlus liest bzw. schreibt sowohl Exif- als auch IPTC-Daten. Insbesondere die IPTC-Felder einzelner Bilder als auch großen Mengen gleichzeitig können mit ThumbsPlus komfortabel editiert werden.
Das Programm hat besondere Stärken in der Ähnlichkeitserkennung von gleichartigen Bildern. Es ist möglich, per Batch sehr große Bilddatenbestände hinsichtlich prozentual einstellbarer Ähnlichkeit zu analysieren. Diese Fähigkeit wird u. a. auch von zahlreichen Ermittlungsbehörden eingesetzt. Für die Verfolgung von Kinderpornografie stellt der Hersteller der deutschen Ausgabe den Behörden kostenlos eine Polizeiversion zur Verfügung.
ThumbsPlus 8 wurde für 2007 angekündigt, eine Beta-Version erschien jedoch erst im Januar 2009. Version 9 wurde auf Unicode umgestellt, um internationale Zeichenvorräte zu bieten. Infolgedessen werden ältere Windows-Versionen (95/98/ME) jedoch nicht mehr unterstützt. Viele Komponenten wurden für die 64-Bit-Windows überarbeitet, um eine schnellere Bildverarbeitung und mehr Speichereinsatz zu ermöglichen.
Eine deutschsprachige Version der Software wurde bis zur Version 7 angeboten; folgende Versionen sind ausschließlich in Englisch.

## Das Ende von ThumbsPlus
Laut einiger Quellen ist die Firma hinter ThumbsPlus – Cerious Software – nicht mehr existent.

Zitat aus einer der Quellen:
Von 1993 bis 2018 hat der Programmierer Phillip Crews seine Software gepflegt. Er starb 2024. Seine Familie löschte kurz danach seine Websites cerious.com und thumbsplus.com. Aber schon seit Covid passierte nichts mehr rund um die Software. Überdies wurde das Gebäude, in dem die Räume von Cerious Software waren, vom Vermieter verkauft. Man wollte von zu Haus aus weitermachen, aber außer einigen Mitteilungen, dass an einer Version 11 gearbeitet wurde, passierte nichts mehr. Das Forum mit vielen Fragen und Antworten ist 2024 leider ebenfalls gelöscht worden.
Laut der zweiten Quelle wird zwar von einzelnen versucht aus ThumbsPlus eine Public Domain Software zu machen (inkl. Quellcode), doch sind bisherige Versuche (Stand 01/2025) gescheitert.